# Vittorio Metz
Vittorio Metz, né le 18 juillet 1904 à Rome et mort le 1er mars 1984 dans cette même ville, est un scénariste et réalisateur italien.
Il a écrit le scénario de 113 films entre 1939 et 1977.

## Biographie
Vittorio Metz a participé à la revue Bertoldo (1939).

## Filmographie

### Réalisateur
- 1951 : Milano miliardaria, avec Marcello Marchesi
- 1951 : Le Mousquetaire fantôme (La paura fa 90), de Giorgio Simonelli
- 1951 : Quelles drôles de nuits, avec Marcello Marchesi
- 1951 : Sette ore di guai, avec Marcello Marchesi
- 1951 : Il mago per forza, avec Marino Girolami et Marcello Marchesi
- 1951 : Tizio Caio Sempronio (it), avec Marcello Marchesi et Alberto Pozzetti
- 1952 : Sais-tu que les coquelicots... (Lo sai che i papaveri), avec Marcello Marchesi
- 1952 : Noi due soli (it), avec Marcello Marchesi et Marino Girolami

### Scénariste
- 1944 : Circo equestre Za-bum de Mario Mattoli
- 1948 : Harem nazi (Accidenti alla guerra!...) de Giorgio Simonelli
- 1951 : Libera uscita de Duilio Coletti
- 1957 : Ces sacrés étudiants (Noi siamo le colonne) de Luigi Filippo D'Amico

### Publications littéraires
- La teoria sarebbe questa: romanzo umoristico, Milan, Rizzoli, 1935
- Selciato di Roma, Milan, Rizzoli, 1942
- Mia moglie a 45 giri, Milan, Rizzoli, 1963
- Giovanna, la nonna del corsaro nero, Milan, Rizzoli, 1962
- Mezzo secolo di risate ... a TuttoMetz, Milan, SugarCo, 1985